# Doctrines et techniques de conservation - restauration
 (avril 2024).
Les « doctrines »  de conservation - restauration prennent en compte l’ensemble de l'histoire du patrimoine pour orienter les partis de restauration. Chaque génération et chaque collectivité ont en effet une approche différente de leur patrimoine, et les orientations, recommandations et prescriptions doivent être mûrement explicitées et justifiées afin de servir de référence. En effet, en 1964 a été adoptée une « Charte Internationale sur la conservation et la restauration », dite Charte de Venise. Elle codifie les devoirs des restaurateurs et leur donne des instructions pour préserver la lisibilité des interventions historiques successives ; elle les engage à veiller à ce qu’une nouvelle affectation n’altère ni l’ordonnance ni le décor des édifices ; chaque nouvelle intervention doit être réversible. De façon générale, la charte prévoit toutes sortes de garde-fous pour préserver la signification de l’édifice. Avant tout, elle demande que soient utilisés des matériaux et des techniques traditionnels. Elle demande que puissent être distingués les ajouts des parties originales afin que la restauration ne falsifie pas le document d’art et d’histoire. 
Les « techniques » à mettre en œuvre sont, elles, déterminées pour mener à bien un programme de travaux de conservation - restauration - réhabilitation - réutilisation et mise en valeur. Et ce à partir d'études spécifiques à chaque chantier faisant appel à des archéologues, historiens de l’art, historiens et si besoin à des laboratoires spécialisés. L'équipe de maîtrise d’œuvre doit en effet pouvoir disposer de toutes les informations nécessaires préalablement à toute intervention sur le patrimoine architectural ou mobilier.

## Définition
Des progrès sont régulièrement constatés grâce à la recherche scientifique et l’évolution des techniques. Le "Réseau européen du patrimoine (HEREIN : réseau du patrimoine culturel" permet en outre la mise en œuvre et le suivi des conventions européennes relatives aux patrimoines architectural et archéologique. 
De nouveaux lieux de concertation se sont développés et ont ainsi permis d'enrichir les débats sur ces notions de « doctrines » et « techniques » afin de confirmer et préciser les orientations recommandées par la Charte de Venise : 
- en France, la Commission nationale des monuments historiques ou la Commission nationale des sites, perspectives et paysages, la Commission des orgues non classés, les Commissions départementales des objets mobiliers, etc.
- en Europe, le programme de coopération et d’assistance techniques du Conseil de l'Europe qui a intégré la notion de "conservation intégrée du patrimoine culturel". Les principes de conservation intégrée énoncent les lignes directrices d'une politique globale de sauvegarde et de réhabilitation du patrimoine culturel prenant en compte la valeur et le rôle de ce patrimoine pour la société. Ce concept a influencé l'élaboration des politiques partout en Europe et a considérablement élargi la notion même de patrimoine.

Au niveau de la mise en œuvre, la méthodologie appliquée aux interventions sur le patrimoine a évolué d’une façon spectaculaire avec les études préliminaires et préalables associant tous les acteurs du patrimoine. En outre les intervenants du domaine (conservateurs, archéologues, architectes, bureaux d'études, laboratoires, artisans et entreprises, réseaux associatifs, etc.) se sont mobilisés pour mettre en commun leurs savoir-faire et ont coordonné leurs interventions
La connaissance des techniques de construction ne cesse d'apporter des informations sur la longévité des matériaux utilisés durant des périodes de plus en plus éloignées, répondant en cela aux travaux des scientifiques. Ceux-ci s'interrogeaient en effet sur les technologies romaines, pourtant vieilles de 2 000 ans en tentant de comprendre pourquoi les structures bétonnées de la Rome antique ont su traverser les millénaires, faisant fi des séismes, intempéries et autres submersions.

## Concept
Il ne peut pas et ne doit pas exister de doctrine générale pour le parti à prendre dans la conservation, restauration, réutilisation et mise en valeur des différents types de patrimoine. Il est normal, il est souhaitable qu’un débat permanent soit ouvert pour redéfinir à chaque grand chantier le parti à prendre. Par exemple, la discussion doit être ouverte de savoir par exemple si une ruine doit faire l’objet d’une restauration complète ou partielle ou seulement d’une consolidation archéologique qui la gèle dans son dernier état. La discussion doit être ouverte aussi de savoir si le monument a une vocation de musée, une fonction pédagogique en soi (si une église doit enseigner ce qu’est une église, et un château ce qu’est un château), ou si on peut le réutiliser pour un objectif contemporain. Par contre, il n’est pas du meilleur intérêt pour les monuments de servir à des expériences de singularisation ni de prétexte à des créations artistiques contemporaines comme il était de propos au XIXe siècle.
Les études doivent permettre de cerner les diverses données, les contraintes, les exigences et les solutions envisageables propres à l’opération concernée, ainsi que les conditions de faisabilité sous tous les aspects. 
Historiens, architectes, archéologues ont de tout temps contribué par leurs publications, recommandations, dictionnaires à définir les bases de la connaissance, les techniques et doctrines de conservation - restauration (Marcus Vitruvius Pollio, connu sous le nom de Vitruve, Eugène Viollet-le-Duc, Prosper Mérimée, par exemple). La recherche scientifique, technique, archéologique, avec ses nombreux spécialistes et laboratoires a apporté un nouvel éclairage indispensable aux études préliminaires et études préalables aux restaurations. Sans oublier les colloques nationaux et internationaux, les entretiens du patrimoine, qui ont permis d’échanger les connaissances et les expériences. Les progrès de la science et des techniques ont été et sont encore permanents. 
L’engouement constant des institutions publiques et privées pour des travaux de qualité a généré une véritable passion du public et des débats européens et internationaux. Des chartes, conventions et accords ont dégagé, de manière collégiale, des orientations, des recommandations et aussi des contraintes à respecter.
Dans le passé, certains, comme Viollet-le-Duc, ont affirmé que « restaurer un édifice, ce n’est pas l’entretenir, le réparer ou le refaire, c’est le rétablir dans un état complet qui peut n’avoir jamais existé à un moment donné ». D’autres ont affirmé que « la valeur d’ancienneté n’était fondée que sur la dégradation du monument » ; cela impliquerait qu’un monument restauré perdrait sa valeur historique. Dans sa communication du 29 mai 2002 à l’Académie des beaux-arts, Michel Bourbon, restaurateur d’œuvres d’art, estimait lui, que « c’est certainement à partir de l’Inventaire général qu’il faudrait systématiquement décréter les interventions qui, dans la plupart des cas, représenteraient une opération minimum, à savoir : mettre en état conservatoire sans aller plus loin dans les décisions d’embellissement, de remplacement, de copies, de reconstructions ou de créations ».
Les restaurations longtemps pratiquées par l’école de Boeswillwald et Eugène Viollet-le-Duc, sont actuellement considérées comme abusives, et ne sont pas étrangères à cette réaction : celui-ci avait en effet des conceptions très personnelles sur la restauration des monuments : il lui importait peu d’être fidèle à la construction originelle. Il poussait même le raisonnement jusqu’à estimer qu’il fallait si nécessaire corriger  « les erreurs de style ». Les excès des falsificateurs ont été tels que l’on peut comprendre les rejets brutaux et a priori à l’idée de nouvelles interventions. Mais il faut se demande si les excès de ces réflexes épidermiques ont eu de meilleures conséquences pour les monuments.
De nos jours, les principes de restauration et de protection ne sont plus les mêmes. Et si tout n’est pas parfait, s’il subsiste des faux pas, les restaurations s’honorent par leur discrétion. Les ajouts des restaurations sont soulignés pour ne pas tromper le visiteur et le chercheur, et non plus en faire-valoir de pseudo-créations.

## Réflexions générales sur la restauration du patrimoine architectural
Il y a cent ans, le restaurateur se permettait de traiter un monument comme une œuvre d’imagination, et il pouvait rêver d’un Moyen Âge idéal et d’une pureté de style tout à fait théorique. Dès lors s’affrontaient déjà deux conceptions. D’une part celle de Viollet-le-Duc, imprimant la marque de l’architecte-artiste à l’édifice, qui devait recevoir un fini parfait et «si nécessaire être corrigé et complété», quitte à être falsifié. D’autre part celle de Luca Beltrami, au château des Sforza à Milan, Bodo Ebhardt, au château impérial de Haut-Koenigsbourg, Conrad Steinbrecht, au château du grand-maître des chevaliers teutoniques à Malbork/Marienburg (Forteresse teutonique de Marienbourg). Cette seconde démarche constituait un pas décisif vers la restauration scientifique. Elle est plus proche des conceptions d’Arcisse de Caumont, qui demandait déjà au milieu du XIXe siècle que soit respecté le monument, que soit définie une doctrine scientifique. Si les nouveaux restaurateurs vers 1900 cherchent à intégrer toutes les époques, ils ne résistent pas à l’envie de remonter tous les murs même si certains de ceux-ci avaient été détruits anciennement lors de transformations intentionnelles.
La critique essentielle à formuler dans les démarches comme celle qui a présidé à la restauration du Haut-Koenigsbourg est l’absence de rigueur scientifique dans certaines parties reconstituées ; alors que l’on connaissait déjà l’essentiel sur les architectures concernées, Bodo Ebhardt a refusé la collaboration et les conseils d’archéologues du bâti (comme l’a fait remarquer Otto Piper) et s’est permis des fantaisies et des invraisemblances pour se faire plaisir. Il faut souligner cependant que les reconstitutions sont généralement exactes et qu’elles ne concernent que les parties disparues (et non comme chez Viollet-le-Duc des modifications de parties conservées). On regrette beaucoup de ne pas pouvoir distinguer facilement les parties reconstituées. Mais par ailleurs, il faut louer ces restaurateurs d’avoir œuvré pour une très grande lisibilité et la plus exacte possible des plans généraux, de l’articulation des volumes et de la fonction des détails.

## Les adjonctions du restaurateur
Les adjonctions doivent de nos jours ne pas travestir l’édifice considéré en tant que source documentaire. L’exigence scientifique moderne nous paraît incontournable, au point que reconstruire un mur peut sembler a priori une falsification du monument. Cependant, fermer des brèches et compléter ou rebâtir des tronçons peut s’avérer nécessaire et même indispensable pour garantir une conservation à long terme, ou bien une utilisation de l’édifice. 
Il faut alors délimiter nettement l’apport du restaurateur et du créateur, par exemple par une frontière incluse dans la maçonnerie tels des rangs de tuiles comme cela est pratiqué par les architectes italiens depuis de nombreuses décennies, et tel qu’on peut le voir dans la remarquable restauration des châteaux de Bellinzone (Tessin, Suisse). Il a par ailleurs été utilisé dans les consolidations des fouilles et des monuments aux châteaux d’Ottrott dans le Bas-Rhin. Ce principe de délimitation a également été prescrit le 21 juin 1990 pour les travaux de restauration du château du Hohlandsbourg à Wintzenheim dans le Haut-Rhin, mais la technique de délimitation des parties d'origine est différente puisque la limite entre les maçonneries anciennes et celles mises en place en complément a, en définitive, été matérialisée par le maître d'ouvrage des travaux et le maîtrise d'œuvre dans la maçonnerie elle-même, par la pose d’un « treillis céramique ». Ce treillis céramique a lui aussi pour but de permettra aux générations futures de retrouver de manière indiscutable les restaurations et reconstitutions par rapport à l'état originel des murs.
D’autres solutions ont été explorées comme l’emploi de matériaux de synthèse. Ils peuvent parfaitement imiter les modules, les reliefs et les couleurs. L’emploi de matériaux totalement dissemblables offre aussi des solutions satisfaisantes, par exemple, en remplaçant un mur disparu par un ouvrage en pan de bois ou bien très exceptionnellement une structure « invisible » de verre. Il est, dans tous les cas, essentiel de ne pas tromper le public sur la date réelle de la construction, sans pour autant modifier gravement l’aspect ancien.

## Un cahier des charges
Quant à la superposition des styles, comme l’indiquait Émile Vuillermoz «Pourquoi déplorer, avec notre déformation professionnelle d’artistes, les anachronismes de ces styles superposés et juxtaposés ? Il y a, dans l’instinct de conservation d’une vieille bâtisse qui ne veut pas disparaître, comme ceux qu’elle abrita et qui se cramponnent désespérément à l’existence en demandant aux médecins et aux chirurgiens de chaque siècle des régimes et des prothèses, quelque chose de tragique et d’attendrissant qui parle tout aussi éloquemment à notre sensibilité que l’observation parfaite des règles d’un jeu architectural. Telle façade incohérente a autant de saveur pour le passant qu’une restauration académique de Viollet-le-Duc ». Cette critique des pratiques de Viollet-le-Duc doit toutefois être replacée dans un contexte plus large de définition d’une «doctrine collective» qui n’était pas encore en usage à l’époque.
Mais dès 1840-50, Arcisse de Caumont et d’autres archéologues du bâti s’élevaient contre les falsifications de Paul Abadie, Émile Boeswillwald, Viollet-le-Duc... Ils demandaient déjà un cahier des charges et ils tentaient de définir une doctrine pour limiter la furie d’invention destructrice. C’est par pure mégalomanie et parce qu’il se prétendait plus savant que les savants que Viollet-le-Duc a dénaturé ou détruit sous prétexte de restauration. C’est ainsi que des édifices essentiels comme la cathédrale Saint-Front de Périgueux ou le château de Pierrefonds ont disparu sous prétexte de restauration. Dans son Dictionnaire, Viollet-le-Duc dit explicitement, sans détour, qu’il est plus qualifié « pour faire du Moyen Âge » que les maîtres d'œuvre du Moyen Âge, et que par conséquent il a pour devoir de les corriger. Autre est la démarche de Luca Beltrami, Bodo Ebhardt ou Conrad Steinbrecht.

## L'incidence de l'organisation administrative sur la gestion du patrimoine
Si certains États intègrent la notion de patrimoine dans leurs lois d’urbanisme et de la construction, d’autres - de plus en plus nombreux – ont privilégié une réglementation spécifique et adaptée aux différents types de patrimoine. Aujourd’hui, il semble que l’on s’oriente vers une appréhension plus globale du patrimoine. 
Les clivages de l'administration française constituent un exemple de complexité de gestion des espaces : Il existait des collèges régionaux du patrimoine et des sites, qui, sous l’autorité du Préfet de région, participaient à la définition et la mise en œuvre des projets de création de Zone de protection du patrimoine architectural, urbain et paysager (ZPPAUP), et des Commission régionale du patrimoine historique, archéologique et ethnologique (COREPHAE), instituées également auprès des Préfets de région qui, elles, étaient compétentes par exemple pour l'inscription sur l'inventaire supplémentaire des monuments historiques. Mais les COREPHAE n'avaient aucun droit de regard sur les abords des monuments dont elle proposait la protection ! Fort heureusement, à l’initiative du sénateur Philippe Richert et sur l'insistance du Sénat, ces deux organismes de consultations ont été regroupés dans les Commission régionale du patrimoine et des sites (CRPS) instituées par la Loi n° 97-179 du 28 février 1997 fournissant un outil d'appréhension globale des espaces. Ces dernières ont été remplacées par les Commission régionale du patrimoine et de l'architecture (CRPA) créées par la loi  du 7 juillet 2016 relative à la liberté de la création, à l’architecture et au patrimoine (LCAP).
Pourtant la réforme n'a pas été menée jusqu'à son terme puisque les sites font encore l'objet d'une instruction distincte dans des commissions départementales des Sites. Or, les administrations peuvent parfois être amenées à gérer des espaces qui cumulent plusieurs types de protections : Monuments historiques, Abords des monuments historiques ou ZPPAUP, Secteurs sauvegardés et Sites naturels classés ou inscrits. On peut citer à titre d’exemple : le Site de Glanum à Saint-Rémy-de-Provence (Bouches-du-Rhône), le Vieux Strasbourg...
L'amélioration du fonctionnement du CRPS est intervenue avec le décret n°2004-142 du 12 février 2004 (JO du 14) relatif à la Commission régionale du patrimoine et des sites et l’instruction de certaines autorisations de travaux (Application de l’article 112 de la loi du 27 février 2002 relative à la démocratie de proximité).
On le voit, le cloisonnement des structures administratives peut ainsi avoir une incidence forte sur les doctrines à mettre en œuvre en matière de protection du patrimoine et des espaces.
Sans doute forte de ce constat, la Direction de l'Architecture et du Patrimoine, a organisé le 24 juin 1998 un colloque sur le thème « Mémoire et Projet ». Ce colloque faisait suite aux travaux d’un groupe de réflexion réuni à l’initiative du Directeur de l’architecture et du patrimoine et présidé par Joseph Belmont. Ce groupe s’est interrogé sur les démarches de conservation et de création, qui souvent s’ignorent, voire s’opposent, et sur les conditions de leur enrichissement réciproque. Cet enjeu est en effet majeur au regard du ministère de la Culture et de la communication, de réunir les Directions de l’architecture et du patrimoine, visant à réconcilier mémoire et projet, approche patrimoniale et approche contemporaine de l’espace construit. Il s’agit de mettre en relation ce qui existe et ce qui pourrait être, de protéger et de transmettre sans forcément tout conserver, de créer en cherchant le plus souvent à transformer et à poursuivre la continuité du récit qui fonde la ville dans son ensemble, de laisser la mémoire provoquer le projet.
« Aujourd’hui, quand on parle d’urbanisme et de conservation du patrimoine, on a un peu l’impression qu’il faut choisir son camp. L’urbaniste, le conservateur, l’architecte, chacun œuvre pour sa propre chapelle. Et il semble, dans ce tournoi singulier, que les tenants de la « Protection » prennent l’avantage, malgré la médiatisation des grands projets d’architecture. La volonté de protection semble même sans limite puisque ses fidèles n’hésitent pas à prôner les « délices de l’imitation » pour se prémunir contre l’invasion contemporaine » (Michel Darnet, avocat à la Cour et professeur d’architecture à Toulouse). À l’inverse il faut déplorer le fait que même les villes historiques les plus importantes n’ont su conserver que de tout petits secteurs sauvegardés, alors que le bâti moderne, souvent trop hâtivement et trop abusivement qualifié de « création » et de « patrimoine » ne cesse de s’étendre.
Mais l'administration  entend mener à bien les réformes engagées pour assurer la cohésion de ses services. À cet effet, le Président de la République et le Premier ministre avaient annoncé, lors du Conseil de modernisation des politiques publiques (CMPP) du 4 avril 2008, que le ministère de la Culture et de la Communication serait organisé « en trois directions générales, auquel s’ajouterait un Secrétariat général ». Cette nouvelle organisation est entrée en application en janvier 2010. 
Pour ce qui concerne l’architecture et le patrimoine, il a été créé une « Direction générale des Patrimoines » regroupant principalement l’architecture, les archives, les musées, ainsi que le patrimoine monumental et l’archéologie. Elle prend ainsi en charge l’ensemble des enjeux patrimoniaux des politiques culturelles, notamment en termes de conservation, de restauration, de valorisation, d’enrichissement, ainsi que les politiques en faveur des publics.